# Timeslaughter
Timeslaughter é um jogo de luta lançado para DOS em 1996 pela Bloodlust Software.

## História
O cientista William Spade está muito perto de completar uma máquina do tempo completamente funcional, mas tem pouco tempo para comemorar, quando quatro membros de uma raça de demônios lhe fazem uma visita. Spade, o cientista, após perder os dois braços, o olho esquerdo, consegue ativar a máquina com o nariz e mandá-los de volta ao passado